# Mondriaantoren
De Mondriaantoren is een wolkenkrabber in Amsterdam, genoemd naar de Nederlandse schilder Piet Mondriaan. Deze kantoortoren staat aan het Amstelplein op het bedrijventerrein de Omval, een landtong in de Amstel, ten zuiden van het Amstelstation.
In 1987 keurde de Amsterdamse gemeenteraad de plannen goed om op de Omval drie kantoortorens te bouwen (Manhattan aan de Amstel). Deze toren werd in 2001 voltooid, is 120 meter hoog en telt 31 verdiepingen. Het totale vloeroppervlak bedraagt 32.800 vierkante meter. De bouw is uitgevoerd door de bouwcombinatie Heijmans/J.P. van Eesteren, naar een ontwerp van ZZ+P Architecten. In een deel van de kantoortoren was bij oplevering het verzekeringsconcern Delta Lloyd gevestigd.
Naast de Mondriaantoren staan op de Omval nog twee kantoortorens. Ook deze zijn genoemd naar belangrijke Nederlandse schilders. In 1994 kwam de Rembrandttoren (36 verdiepingen) gereed; in 2001 de Breitnertoren (23 verdiepingen).
Ontwerp van de Mondriaantoren stamt van Peter Ellis, het ontwerp van de Rembrandttoren is van de hand van Lawrence S. Doane SOM, San Francisco.
Op 15 november 2015 werd bekend dat de Mondriaantoren was verkocht aan de First Sponsor Group uit Singapore als onderdeel van een vastgoedtransactie van Delta Lloyd.
De nieuwe eigenaar liet het gebouw in de jaren daaropvolgend renoveren onder leiding van Piet Boon. Vanwege het opgaan van Delta Lloyd in Nationale Nederlanden (ze verlaten gefaseerd de omgeving) moest ook naar nieuwe gebruikers gezocht worden. FSG vond die in Rabobank, Philips, Lazard, Searchlite en The Office Operators. De Rabobank zat trouwens al eerder in de toren; voor de bank werd een nieuwe luxe entree geïntegreerd.